# Basile de Carvalho
Basile Salomon Pereira de Carvalho (Ziguinchor, Senegal, 31 de octubre de 1981) es un futbolista internacional bisauguineano, nacido en Senegal y con pasaporte francés. Juega de delantero y su equipo actual es el Levski Sofia de Bulgaria.

## Carrera internacional
Debido a su ascendencia, De Carvalho fue convocado por la selección de fútbol de Guinea-Bisáu en septiembre de 2010 para las rondas de clasificación para la Copa de África de 2012, debutando en marzo de 2011. Marcó su primer gol en un amistoso contra Guinea Ecuatorial en agosto de ese mismo año.

## Clubes
| Club                | País     | Año         | Partidos | Goles |
| CS Louhans-Cuiseaux | Francia  | 2000 - 2002 | 38       | 15    |
| FC Sochaux          | Francia  | 2002 - 2003 | 5        | 0     |
| CS Sedan            | Francia  | 2003 - 2004 | 27       | 9     |
| Stade Brestois 29   | Francia  | 2005 - 2010 | 108      | 17    |
| RC Estrasburgo      | Francia  | 2010        | 15       | 1     |
| Lokomotiv Plovdiv   | Bulgaria | 2010 - 2012 | 30       | 14    |
| Levski Sofia        | Bulgaria | 2012 - 2013 | 25       | 19    |